# Elecciones generales de Malta de 1849
Entre el 16 y el 20 de agosto de 1849 se celebraron en Malta elecciones generales, las primeras en la historia del país.

## Antecedentes
En 1835, las autoridades británicas dieron a Malta un Consejo de Gobierno. Estaba formado por el gobernador, cuatro oficiales y tres miembros designados por el gobernador. En junio de 1849, el gobernador Richard More O'Ferrall aprobó una nueva constitución que aumentó el número de miembros a 18, de los que diez serían designados y ocho electos.

## Resultados
3.767 personas tenían derecho a voto, de las que 3.315 votaron, dando una participación del 88%.
| Miembros electos        | Miembros electos | Miembros electos |
| Nombre                  | Votos            | Notas            |
| ----------------------- | ---------------- | ---------------- |
| Montebello Pulis        | 716              |                  |
| Don Filippo Amato       | 619              |                  |
| Mikelang Scerri         | 607              |                  |
| Annetto Casolani        | 606              |                  |
| Leopoldo Fiteni         | 512              |                  |
| Arcangelo Pullicino     | 511              |                  |
| Giovanni Battista Vella | 425              |                  |
| Adriano Dingli          | 117              | Elegido por Gozo |
| Fuente: Schiavone, p175 |                  |                  |